# Rebecca Joshua Okwaci
Rebecca Joshua Okwaci (Sudán, 1960) es una  periodista y política sursudanesa, que fue ministra de telecomunicaciones y servicio postal del gobierno de la República de Sudán del Sur. Activista por la paz y los derechos de las mujeres y fundadora de diversas organizaciones de mujeres en Sudán y en Sudán del Sur.

## Biografía
Se graduó en Inglés, Literatura y Traducción en la Universidad de Alejandría (Egipto).También obtuvo un máster en Desarrollo de la Comunicación, en la Universidad de Daystar, en Nairobi (Kenia).

### Trayectoria profesional
Durante la segunda guerra civil sudanesa en 1986, se unió al recién formado Movimiento de liberación del pueblo de Sudán, y comenzó a trabajar como periodista en Radio Spla, donde se convirtió en "la voz de la revolución".
Reconocida como una activista prolífica por la paz y los derechos de la mujer, ha estado incluida entre las mil candidatas para el premio Nobel de  la Paz. Miembro fundador de diversas organizaciones de mujeres en Sudán y Sudán del Sur, también fue Secretaria general de la organización Acción de mujeres para el desarrollo (Wasd)
En 2010 fue subsecretaria del Ministerio de Trabajo, Servicios Públicos y Recursos Humanos. Posteriormente, ocupó el cargo de ministra de Transporte y Telecomunicaciones en el gobierno de Sudán del Sur. Con un 90 % de mujeres analfabetas, este no fue un obstáculo para luchar por el objetivo de que un 35% de las personas componentes del parlamento, fuera formado por mujeres. El liderazgo de ésta y otras mujeres como ella, representa un modelo a seguir por las nuevas generaciones de mujeres.
En enero de 2015, como ministra de telecomunicaciones, firmó un acuerdo con su homólogo de Kenia, para llevar a cabo un tendido de 600 km de cable de fibra óptica a lo largo de una carretera Juba-Nadapal-Eldoret, a fin de mejorar la conectividad de Sudán del Sur con el resto del mundo. Este trabajo finalizaría en 2022. En 2019 esta ministra explicaba: "Tenemos más de 17.000 km en carreteras para asfaltar. También estamos considerando la electricidad". Ese mismo año fue destituida de su cargo.